# Stactobia mangyanica
Stactobia mangyanica är en nattsländeart som beskrevs av Wolfram Mey 1995. Stactobia mangyanica ingår i släktet Stactobia och familjen smånattsländor. Inga underarter finns listade i Catalogue of Life.